# Konforme Gruppe
Die konforme Gruppe einer semiriemannschen Mannigfaltigkeit ist die (Komponente der Eins der) Lie-Gruppe der konformen Abbildungen der Mannigfaltigkeit in sich selbst. Sie ist damit eine Untergruppe der Diffeomorphismengruppe und enthält die Isometriegruppe der Mannigfaltigkeit.
Für die Physik sind besonders die konformen Gruppen von Mannigfaltigkeiten mit flacher Metrik von Bedeutung. Für den euklidischen Raum der Dimension d ist die konforme Gruppe isomorph zur Gruppe SO(d+1,1). So ist die Maxwellsche Elektrodynamik nicht nur invariant unter der Lorentz-Gruppe, sondern auch unter einer konformen 15-Parameter-Gruppe von Kugelwellentransformationen. In der Festkörperphysik und der Stringtheorie treten Systeme auf, die zumindest in guter Näherung skaleninvariant sind. Diese Systeme werden quantenphysikalisch mit konformen Quantenfeldtheorien beschrieben, die invariant unter der konformen Gruppe sind.
Für die Stringtheorie ist besonders der zweidimensionale Fall interessant, wobei der Raum dann die Weltfläche eines Strings darstellt. Im zweidimensionalen ebenen Fall mit der Minkowski-Metrik enthält die Lie-Algebra zur konformen Gruppe die unendlichdimensionale Witt-Algebra der polynomialen Vektorfelder auf der Einheitskreislinie (vgl. Konforme Abbildung). 